# Wolfgang Krüger
Wolfgang Krüger (29 novembre 1953 – Solingen, 22 giugno 2023) è stato un calciatore tedesco, di ruolo centrocampista.

## Carriera
Con 427 presenze in Zweite Bundesliga, tutte con la maglia dell'Union Solingen, si colloca al quinto posto nella classifica di tutti i tempi della manifestazione.